# Гав'я (притока Німану)
Гав'я — річка в Литві й Білорусі, у Ів'євському й Лідського районах Гродненської області. Права притока Німану (басейн Балтійського моря).

## Опис
Довжина річки 100 км (на території Білорусі — 68 км), площа басейну водозбору 1680км² (на території Білорусі — 85,7 км²) .

## Розташування
Бере початок на північно-західній околиці Дайнувкі. Тече переважно на південний схід через Коткишки, Дойлиди. На північно-східній стороні від села Бурноси і впадає у річку Німан.
Притоки: Зариня, Березинка, Опита, Жижма, Бардівка (праві); Версока, Дозкутка, Клева, Ярунка (ліві).
Населені пункти вздовж берегової смуги: Валатківскес, Падварес, Дзевенішки (литва); Жажмислав, Шаркуці, Рибакі, Суботнікі, Баравіки, Сантакі, Лугова, Гав'я-Пяскі, Валейкі.